# Der Chor – Stimmen des Herzens
Der Chor – Stimmen des Herzens (Originaltitel: Boychoir) ist ein US-amerikanisches Filmdrama aus dem Jahr 2014. Regie führte François Girard, das Drehbuch schrieb Ben Ripley. Premiere hatte er am 5. September 2014 beim Toronto International Film Festival. Der Kinostart in Deutschland war am 27. August 2015.

## Handlung
Der zwölfjährige Stet, dessen Mutter Alkoholikerin ist, ist ein verhaltensauffälliger Schüler. Die Direktorin Ms. Steel erkennt jedoch sein Gesangstalent und lädt den berühmten Knabenchor National Boychoir an die Schule ein. Sie ermöglicht Stet bei diesem Anlass ein Vorsingen, vor dem er aber davon läuft. Als seine Mutter bei einem Autounfall stirbt, will ihn der ihm bis dahin unbekannte Vater, der zum Zeitpunkt von Stets Geburt schon mit einer anderen Frau verheiratet war, zu einer Pflegefamilie abschieben. Die Direktorin (Kathy Bates) überredet ihn aber dazu, Stet am Internat des Chores unterzubringen. Trotz der Ablehnung der Verantwortlichen gelingt dies mit Hilfe eines Schecks des wohlhabenden Vaters.
Stet fällt es schwer, sich im Internat zu integrieren. Er hat Mühe beim Unterricht – kann nicht einmal Noten lesen – und fällt durch Ungezogenheiten auf. Chorleiter Carvelle wirft ihm daher vor, sein Talent zu vergeuden, und sieht für ihn keine Zukunft im Chor. Die Direktorin behandelt ihn jedoch wohlwollend, und Chorlehrer Wooly fordert von Carvelle, angesichts Stets unbestritten großen Talents, ihn in den Tourneechor aufzunehmen. Über Weihnachten lässt sich Stet im Internat einschließen, weil ihn niemand abholt, und nutzt die Zeit zum Lernen und Üben. Als er auch Solopartien singen darf, wird er für Devon, den besten Sänger des Chores, zum Rivalen. Schließlich bekommt Stet die Uniform für die Auftritte und darf mit dem Chor auf Tournee gehen. Vor einem wichtigen Konzert erkrankt Devon und Stet muss dessen Solopart singen. Der eifersüchtige Devon stiehlt ihm die Noten, doch Stet kann die Arie auswendig vortragen. Als Stet von seinem bei dem Konzert anwesenden Vater kurze Zeit später an einem Internat in der Schweiz angemeldet wird, verhindert Carvelle im letzten Moment Stets Weggang, indem er dem Vater ankündigt, er werde in diesem Fall die Öffentlichkeit über seine Vaterschaft von Stet in Kenntnis setzen.
Der Chor wird zu einem festlichen Konzert nach New York eingeladen, in dem Händels anspruchsvolles Werk Der Messias aufgeführt werden soll. Carvelle schreibt dazu eigens eine Solopartie, die als höchsten Ton ein hohes „D“ enthält. Sowohl Devon als auch Stet schaffen es, diesen sehr hohen Ton zu singen. Devon entwendet daraufhin Stets Schulakte und verteilt ein daraus kopiertes Polizeifoto von Stets Mutter, auf dem sie als Alkoholikerin zu erkennen ist. Als Stet Devon daraufhin verprügelt, droht ihm der Schulausschluss. Da Carvelle die gleiche Strafe für Devon fordert und mit seinem Rücktritt droht, bleiben beide an der Schule. Carvelle lässt bis kurz vor Konzertbeginn weiterhin offen, wer von beiden den Part übernehmen darf.
Stet singt das Solo und wird vom Publikum gefeiert. Sein Vater, der im Konzert anwesend ist, erzählt schließlich seiner Frau von Stet. Dieser kommt bald darauf in den Stimmbruch und soll an eine andere Schule wechseln. Überraschend holen sein Vater und dessen Frau ihn von der Schule ab und bieten ihm an, bei ihnen und seinen Halbschwestern in New York zu wohnen.

## Hintergrund
Seine Premiere hatte der Film auf dem Toronto International Film Festival am 5. September 2014. Der Film wurde in Manhattan, an der Yale University und an der Fairfield University gedreht. Die Chorsänger kamen vom American Boychoir, der auch Vorbild für den Filmchor war.

## Rezeption
Der Film erhielt überwiegend gemischte Kritiken. Bei Metacritic erhielt der Film einen Metascore von 51/100 basierend auf 10 Rezensionen, bei Rotten Tomatoes waren 47 Prozent der 40 Rezensionen positiv.

„Zwar ist die Geschichte vom rebellischen Gesangstalent und seiner konfliktreichen Beziehung zu seinem hartherzigen Lehrer in ihren Grundzügen recht konventionell und ihr Ablauf vorhersehbar. Aber die beeindruckenden Gesangssequenzen, die faszinierenden Einblicke hinter die Kulissen einer ehrwürdigen Musikakademie und Girards sichere, behutsame Hand, mit der er jede offensichtliche Melodramatik geschickt umschifft, machen ‚Boychoir‘ zu einem sehens- und hörenswerten Kinoereignis.“

„Das ist ein Film […], den man für seine Einfalt fast zynisch nennen müsste, wenn er nicht gerade durch die Kunstlosigkeit seiner einfachen Bilder und die schlichte, tausendfach erprobte Erzählweise genau das erreicht: Nach diesen 103 Minuten glauben wir wieder, dass Musik die Menschheit besser macht.“

„[…] ist der Film leider wenig mehr als harmlos-gelecktes Wohlfühlkino, triefend von Pathos und prall gefüllt mit jeder Menge Klischees, was Gruppendynamik, Ausnahmebegabung und Mentorenschaft angeht. Wie gnadenlos vorhersehbar sich die Handlung entwickelt, ist vor allem deswegen enttäuschend, weil für das Drehbuch Ben Ripley verantwortlich zeichnet […]“